# Маленький монастир у Тоскані (фільм, 1988)
«Маленький монастир у Тоскані» (фр. Un petit monastère en Toscane) — фільм відомого грузинсько-французького кінорежисера Отара Іоселіані.

## Сюжет
Документальна картина про п'ять французьких ченців у маленькому тосканському монастирі, про їх життя і побут італійських селян, мешканців села, біля якого розташований монастир ордена августинців. «Маленький монастир в Тоскані» — імовірно, самий грузинський фільм Отара Іоселіані. І не тому, що Тоскана така схожа на Грузію, лише дуже доглянуту. Цей фільм концентрує в собі все грузинське: повнотою свого світу, епічною ємністю. Молитви ченців, збір яблук робітниками, прибирання сіна, охота, літургія в монастирському храмі і повсякденна селянська праця. Божественна сутність кадрів цієї картини не суперечить строгій красі, їх архітектурної строгості. Життєподібна, на перший погляд, примхливість фонограми, що переплітає молитву і розмову, пісню і шуми, насправді оркестрована за законами симфонії. І «автограф» тут інший: Отар Іоселіані разом з усіма на спільному святі, настільки ж простому і красивому, як праця і молитва. Це нормальний світ, що існує, здається, за межами нашої планети, населеної дилетантами. Все красиво, тому що за кожним жестом тисячолітній досвід, пошана до світу і до справи.